# Rosa Aguilar Rivero
Rosa Aguilar Rivero foi a Alcaidesa da cidade de Córdova, Espanha entre 1999 e 2009. Atualmente é a ministra da Agricultura, Pesca e Meio Ambiente.